# Danh sách đĩa đơn quán quân Hot 100 năm 1972 (Mỹ)
Billboard Hot 100, công bố hàng tuần bởi tạp chí Billboard, là bảng xếp hạng các đĩa đơn thành công nhất tại thị trường âm nhạc Hoa Kỳ.

## Lịch sử xếp hạng
| Ngày phát hành | Bài hát                               | Nghệ sĩ             |
| -------------- | ------------------------------------- | ------------------- |
| 1 tháng 1      | "Brand New Key"                       | Melanie             |
| 8 tháng 1      | "Brand New Key"                       | Melanie             |
| 15 tháng 1     | "American Pie"                        | Don McLean          |
| 22 tháng 1     | "American Pie"                        | Don McLean          |
| 29 tháng 1     | "American Pie"                        | Don McLean          |
| 5 tháng 2      | "American Pie"                        | Don McLean          |
| 12 tháng 2     | "Let's Stay Together"                 | Al Green            |
| 19 tháng 2     | "Without You"                         | Nilsson             |
| 26 tháng 2     | "Without You"                         | Nilsson             |
| 4 tháng 3      | "Without You"                         | Nilsson             |
| 11 tháng 3     | "Without You"                         | Nilsson             |
| 18 tháng 3     | "Heart of Gold"                       | Neil Young          |
| 25 tháng 3     | "A Horse With No Name"                | America             |
| 1 tháng 4      | "A Horse With No Name"                | America             |
| 8 tháng 4      | "A Horse With No Name"                | America             |
| 15 tháng 4     | "The First Time Ever I Saw Your Face" | Roberta Flack       |
| 22 tháng 4     | "The First Time Ever I Saw Your Face" | Roberta Flack       |
| 29 tháng 4     | "The First Time Ever I Saw Your Face" | Roberta Flack       |
| 6 tháng 5      | "The First Time Ever I Saw Your Face" | Roberta Flack       |
| 13 tháng 5     | "The First Time Ever I Saw Your Face" | Roberta Flack       |
| 20 tháng 5     | "The First Time Ever I Saw Your Face" | Roberta Flack       |
| 27 tháng 5     | "Oh Girl"                             | The Chi-Lites       |
| 3 tháng 6      | "I'll Take You There"                 | The Staple Singers  |
| 10 tháng 6     | "The Candy Man"                       | Sammy Davis, Jr.    |
| 17 tháng 6     | "The Candy Man"                       | Sammy Davis, Jr.    |
| 24 tháng 6     | "The Candy Man"                       | Sammy Davis, Jr.    |
| 1 tháng 7      | "Song Sung Blue"                      | Neil Diamond        |
| 8 tháng 7      | "Lean on Me"                          | Bill Withers        |
| 15 tháng 7     | "Lean on Me"                          | Bill Withers        |
| 22 tháng 7     | "Lean on Me"                          | Bill Withers        |
| 29 tháng 7     | "Alone Again (Naturally)"             | Gilbert O'Sullivan  |
| 5 tháng 8      | "Alone Again (Naturally)"             | Gilbert O' Sullivan |
| 12 tháng 8     | "Alone Again (Naturally)"             | Gilbert O' Sullivan |
| 19 tháng 8     | "Alone Again (Naturally)"             | Gilbert O' Sullivan |
| 26 tháng 8     | "Brandy (You're a Fine Girl)"         | Looking Glass       |
| 2 tháng 9      | "Alone Again (Naturally)"             | Gilbert O'Sullivan  |
| 9 tháng 9      | "Alone Again (Naturally)"             | Gilbert O'Sullivan  |
| 16 tháng 9     | "Black and White"                     | Three Dog Night     |
| 23 tháng 9     | "Baby, Don't Get Hooked on Me"        | Mac Davis           |
| 30 tháng 9     | "Baby, Don't Get Hooked on Me"        | Mac Davis           |
| 7 tháng 10     | "Baby, Don't Get Hooked on Me"        | Mac Davis           |
| 14 tháng 10    | "Ben"                                 | Michael Jackson     |
| 21 tháng 10    | "My Ding-a-Ling"                      | Chuck Berry         |
| 28 tháng 10    | "My Ding-a-Ling"                      | Chuck Berry         |
| 4 tháng 11     | "I Can See Clearly Now"               | Johnny Nash         |
| 11 tháng 11    | "I Can See Clearly Now"               | Johnny Nash         |
| 18 tháng 11    | "I Can See Clearly Now"               | Johnny Nash         |
| 25 tháng 11    | "I Can See Clearly Now"               | Johnny Nash         |
| 2 tháng 12     | "Papa Was a Rollin' Stone"            | The Temptations     |
| 9 tháng 12     | "I Am Woman"                          | Helen Reddy         |
| 16 tháng 12    | "Me and Mrs. Jones"                   | Billy Paul          |
| 23 tháng 12    | "Me and Mrs. Jones"                   | Billy Paul          |
| 30 tháng 12    | "Me and Mrs. Jones"                   | Billy Paul          |